# Movimiento Izquierda Juventud Dignidad
Movimiento Izquierda Juventud Dignidad (MIJD), es un partido político  de Argentina. Fue creado por Raúl Castells, en 2021 como sucesor del Movimiento Independiente de Justicia y Dignidad.

## Historia

### Elecciones legislativas 2021
El partido no compitió en las elecciones legislativas de 2021 al no haber logrado superar las elecciones primarias (PASO) de ese mismo año.

### Elecciones presidenciales 2023
El partido compitió en las elecciones primarias (PASO) de 2023. 
El periodista Santiago Cúneo y Gustavo Barranco fueron los candidatos a presidente y vicepresidente, respectivamente, por la lista "Confederal", de ideología rondando el nacionalismo, el confederalismo y el antiliberalismo así como la reivindicación del bukelismo en El Salvador.
En la lista "Dignidad" se presentó el guevarista Raúl Castells, como candidato a presidente, junto a Ariana Reinoso como vicepresidente.
El partido obtuvo solo el 0,34 % de los votos válidos, por debajo del mínimo de 1,5 % requerido para competir en las elecciones presidenciales.
|  | 31.41 % |

|  | 0.34 % |

|  | 68.59 % |

|  | 0 % |